# Embaixada da Zâmbia em Brasília
A Embaixada da Zâmbia em Brasília é a principal representação diplomática zambiana no Brasil. Brasil e Zâmbia estabeleceram relações diplomáticas em 1970, com a embaixada brasileira de Lusaca sendo inaugurada em 1982 em caráter cumulativo com a embaixada em Nairóbi e depois reaberta em 2006, por ocasião da abertura da embaixada zambiana em Brasília.

## Histórico
Apos o início das relações diplomáticas entre ambos os países, em 1970, o presidente Kenneth David Kaunda visitou o Brasil na década de 1980. Em 1982, o presidente João Figueiredo assinou o Decreto nº 66.207, prevendo a construção de uma embaixada em Lusaca. No entanto, a embaixada brasileira naquela cidade só foi aberta décadas mais tarde, em 2006. No mesmo ano, o governo zambiano inaugurou sua embaixada em Brasília.

## Embaixador
Em 2013, a embaixadora da Zâmbia no Brasil era Cynthia Misozi Jangulo.